# La Blanche morte
La Blanche Morte est le 1er tome de la série de bande dessinée Les 7 Vies de l’Épervier, écrite par Patrick Cothias et dessinée par André Juillard. L’album est publié en 1983 par Glénat.

## Description

### Synopsis
Dans la nuit du 27 septembre 1601, tandis qu’à Fontainebleau Marie de Médicis accouche de Louis, fils de Henri IV et futur Louis XIII, Blanche de Troïl, enceinte de neuf mois, court dans la forêt enneigée d’Auvergne. Après avoir échappé à la mort en se sauvant d’un lac gelé dont la glace ne put supporter son poids, son bébé vient. Et quand son mari, Yvon de Troïl, accompagné de son frère cadet Gabriel et de quelques hommes, la retrouve, il est trop tard : Blanche est morte d’épuisement et de froid, après avoir mis au monde son enfant et l’avoir emmailloté dans sa robe rouge. Les deux enfants poussent leur premier cri au même instant.
Tandis que la naissance du dauphin de France se répand, Yvon, persuadé que Gabriel est le père de l’enfant, chasse son frère du domaine familial et recueille l’enfant, une fille qu’il appellera Ariane.

### Personnages
- Ariane de Troïl
- Yvon de Troïl
- Gabriel de Troïl
- Guillemot de Troïl
- Germain Grandpin

## Les autres séries du cycle
- Masquerouge
- Les Tentations de Navarre
- Le Chevalier, la Mort et le Diable
- Cœur Brûlé
- Le Fou du Roy
- Ninon secrète
- Le Masque de fer
- Plume aux vents

## Publication

### Périodiques
- Prépublication dans le magazine Circus sous le titre La Proie et l'Ombre du numéro 54 (octobre 1982) au numéro 58 (février 1983)[1],[2].

### Albums
- Glénat (collection « Vécu »), 1983
- Glénat (collection « Caractère »), 1992